# Sisyrbe rustica
Sisyrbe rustica là một loài nhện trong họ Linyphiidae.
Loài này thuộc chi Sisyrbe. Sisyrbe rustica được Richard C. Banks miêu tả năm 1892.